# Hastingsia
Hastingsia  es un género  de plantas herbáceas, perennes y bulbosas perteneciente a la subfamilia Agavoideae dentro de las asparagáceas. Comprende cuatro especies que se distribuyen desde el sudoeste de Oregón hasta el norte de California, en Estados Unidos.

## Taxonomía
El género fue descrito por Sereno Watson   y publicado en Proceedings of the American Academy of Arts and Sciences 14: 217, 242. 1879. La especie tipo es: Hastingsia alba (Durand) S.Watson

## Listado de especies
- Hastingsia alba (Durand) S.Watson, Proc. Amer. Acad. Arts 14: 242 (1879).
- Hastingsia atropurpurea Becking, Madroño 33: 175 (1986).
- Hastingsia bracteosa S.Watson, Proc. Amer. Acad. Arts 20: 377 (1885).
- Hastingsia serpentinicola Becking, Madroño 36: 208 (1989).